# Имре Пачери
Имре Пачери (мађ. Pacséry Imre; рођен 1900. у Станишићу - умро 1980. у Будимпешти) је био лекар, специјалиста здравља на раду, кандидат за доктора медицинских наука (1952)
Лекарску диплому је стекао на Будимпештанском универзитету 1924. године. Након тога четири године ради као лекар (OTI - Orsz. Társadalombiztosítási
Intézet). Током 1928.-29. године као стипендиста Рокфелерове фондације борави на Унивезитету Харвард (Масачусетс, САД), где добија диплому специјалисте заштите на раду. Наредне четири године је на институту ОТИ у Будимпешти, а 1934. године оснива Станицу за испитивање олова. У периоду од 1934. до 1949. године руководи Одељењем за заштиту на раду. На Сегединском универзитету 1946. године стиче звање наставника. Од 1952. године до пензионисања (1972) је руководилац одељења на Државном Институту за заштиту на раду. Главне области његових истраживања су биле: утицај олова на здравље радника, затим утицај ароматичних нитро и амино једињења, обољења од рака изазвана специфичним условима рада, здравство индустријских грана, штетан утицај вештачких материјала на здравље радника.
Објавио је преко 60 научних радова у стручним часописима и неколико књига и приручника.
Институт за заштиту рада сваке године додељује награду (Pacséry Imre díj) која носи име овог утицајног научника.